# ويلدون بي. كوكي
ويلدون بي. كوكي (بالإنجليزية: Weldon Baxter Cooke)‏ هو طيار أمريكي، ولد في 28 يونيو 1884 في أوكلاند في الولايات المتحدة، وتوفي في 6 سبتمبر 1914 في بويبلو في الولايات المتحدة.